# Labyrinth unter dem Krautmarkt

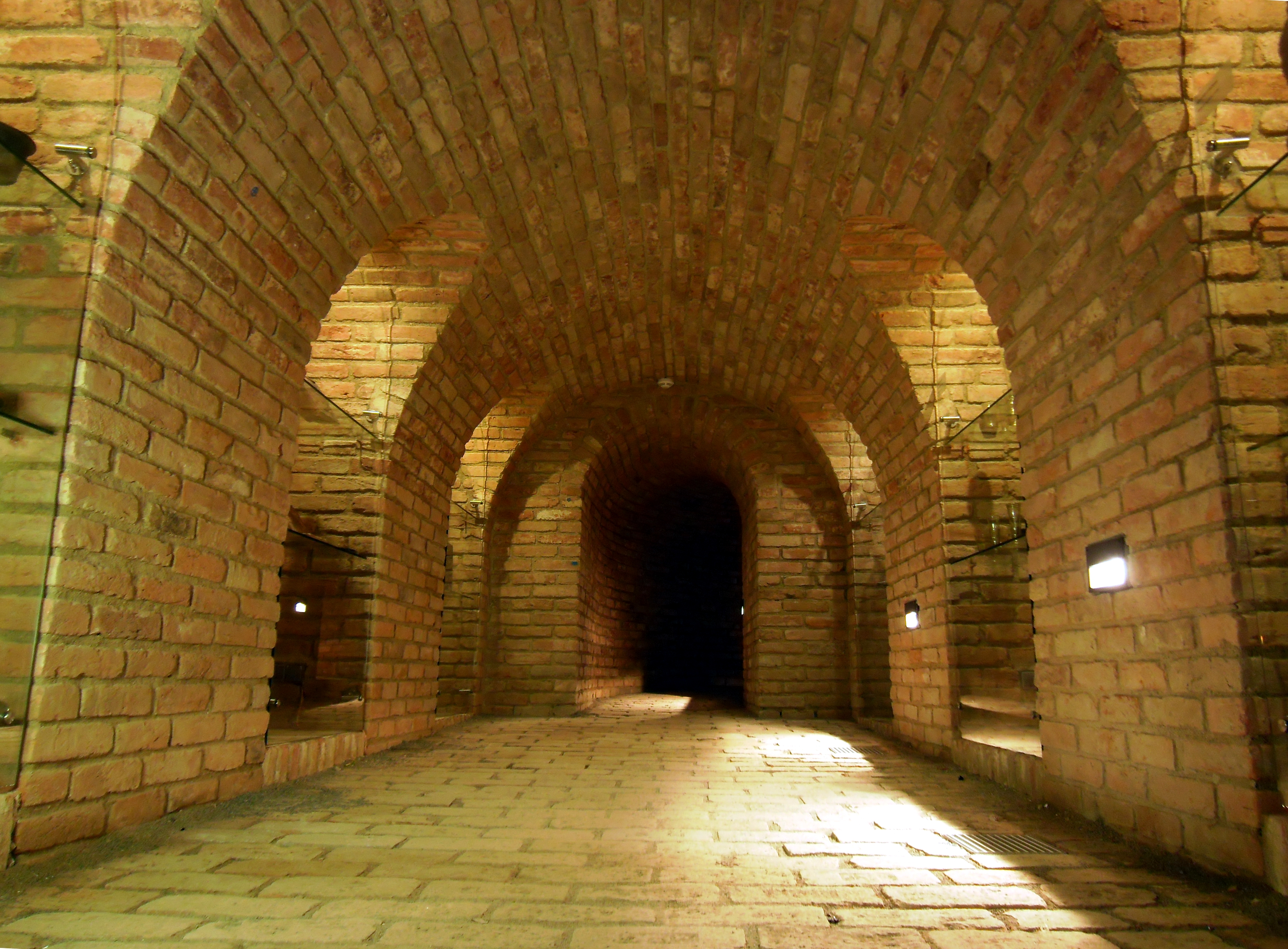
Kellergewölbe unter dem Krautmarkt in Brünn

Das Labyrinth unter dem Krautmarkt in Brünn wurde 2011 zusammen mit dem Münzmeisterkeller am Dominikanerplatz (tsch. Dominikánské náměstí) erforscht. Mittlerweile sind beide Gewölbe zusammen mit dem Beinhaus unter der St.-Jakobs-Kirche öffentlich zugänglich.

## Geschichte
Das weiträumige Labyrinth besteht aus unterirdischen Korridoren, Gängen, Tunneln, Krypten und Kellergeschossen in mehreren Etagen, die am historischen Krautmarkt (tsch. Zelný trh) vom Mittelalter bis ins 20. Jahrhundert stufenweise entstanden. Die Kellerräume, die 6–8 m unter dem Boden liegen, werden für Ausstellungen zur Geschichte der Stadt Brünn und ihrer Bewohner (z. B. Handel, Weinbau, Alchemie, Lagerung, Beleuchtung) sowie für Präsentationen, Empfänge und Konzerte genutzt.